# Ana Ojeda
Ana Ojeda (Buenos Aires, 8 de agosto de 1979) es una escritora y editora argentina.

## Trayectoria
Es Licenciada en Letras por la Universidad de Buenos Aires. Desde 2005 y hasta 2017 se desempeñó como editora del sello autogestivo El 8vo. loco ediciones. Desde dicho año se desempeña como editora de Editorial Paidós Argentina (Grupo Editorial Planeta).
Escritora de ficción. Explora en su prosa la variante rioplatense del lenguaje español para plasmar mundos urbanos en los que la crítica ha destacado que se conjugan el humor y la búsqueda estética.
En 2014, participó del proyecto audiovisual "Nuevas voces de la narrativa argentina" junto a Selva Almada, Betina González, Fernanda García Lao, entre otros.
En 2018 resultó seleccionada, junto a otros 15 editores de distintas partes del mundo, por la Feria del Libro de Frankfurt (Frankfurter Buchmesse) para integrar su Frankfurt Fellows Program, distinguiéndola como "Fred Kobrak fellow 2018".
En 2019 Eterna Cadencia publicó su novela Vikinga Bonsái, en la que experimenta con el lenguaje inclusivo (o no binario) y los hashtags, continuando la búsqueda formal de sus libros anteriores.

## Obra

### Novelas
- Modos de asedio (2007)
- Falso contacto (2012)
- No es lo que pensás (2015)
- Mosca blanca mosca muerta (2017)
- Vikinga Bonsái (2019)
- Seda metamorfa (2021)
- Furor fulgor (2022)
- Mujer peor (2024)

### Cuentos
- La invención de lo cotidiano (2013)
- Motivos particulares (2013)
- Necias y nercias (2017)

## Distinciones
- Segundo Premio Casa del Escritor (Gobierno de la Ciudad de Buenos Aires, 2005) por Modos de asedio. Jurado: Tununa Mercado, Martín Kohan, Luis Gusmán.
- Finalista con mención de honor del III Premio Nacional "Laura Palmer no ha muerto" (Gárgola ediciones, 2012) por Falso contacto. Jurado: Selva Almada, Daniel Krupa, Federico Levín.
- Primera finalista del Premio Indio Rico (Estación Pringles, 2014) por Necias y nercias. Jurado: Luis Chitarroni, Reynaldo Laddaga, Mario Bellatín.
- Mención en la categoría "Cuento y relato" en los Premios Nacionales 2018, por Necias y nercias y en la categoría "Novela", por No es lo que pensás. Jurado: Julia Saltzmann, Eugenia Zicavo, Guillermo Piro (cuento); Luis Chitarroni, Hinde Pomeraniec, Guillermo Martínez (novela).[10]